# 少女 (村下孝蔵の曲)
「少女」（しょうじょ）は、村下孝蔵の楽曲。1984年4月1日にCBSソニーよりシングルが発売された。

## 解説
村下のデビュー4年目、7枚目のシングルとして発売された。また、同年発売のアルバム『花ざかり』の6曲目として収録された。
シングル版では伴奏が生演奏なのに対し、アルバム版では打ち込みとなっている。
この「少女」のメロディーは、村下孝蔵とプロデューサーの須藤晃が共に好きだった中森明菜が歌うイメージから出来上がったという。
この曲には数少ないプロモーションビデオが存在している。「夢のつづき」では村上保の切り絵によるアニメーションであるが、こちらは実写である。

## 収録曲
- 全曲、作詞・作曲:村下孝蔵／編曲:水谷竜緒／コーラスアレンジ：町支寛二

1. 少女
2. 花れん

## その他
- 『ラムネとビーチサンダル』では発売当時の2000年の技術でリマスターされている。
- 『哀愁浪漫』では2008年の技術で最新リマスターされた。

## 参考資料
- 『七夕夜想曲〜村下孝蔵最高選曲集 其の壱』（ライナーノーツ）村下孝蔵、Sony Music Direct、2009年8月。MHCL 20039。 – 初盤は2005年6月